# CA Fénix
Centro Atlético Fénix, även kallad Fénix i folkmun, är en professionell fotbollsklubb i Montevideo, Uruguay. Klubben grundades 7 juli 1916 och spelar sina hemmamatcher på Estadio Parque Capurro. Laget spelar Uruguays högstaliga, Primera División.